# Bettna
Bettna is een plaats in de gemeente Flen in het landschap Södermanland en de provincie Södermanlands län in Zweden. De plaats heeft 415 inwoners (2005) en een oppervlakte van 100 hectare.

## Verkeer en vervoer
Bij de plaats lopen de Riksväg 52 en Länsväg 221.
De plaats ligt aan een spoorlijn.